# Acicula (gastrópodo)
Acicula es un género de pequeños caracoles terrestres con opérculos, perteneciente a la familia Aciculidae.

## Especies
Especies de Acicula incluidas:
- Acicula algerensis
- Acicula beneckei
- Acicula benoiti
- Acicula corcyrensis
- Acicula disjuncta
- Acicula douctouyrensis
- Acicula fusca
- Acicula hausdorfi
- Acicula lallemanti
- Acicula letourneuxi
- Acicula limbata
- Acicula lineata - especie tipo
- Acicula lineolata
- Acicula moussoni
- Acicula multilineata
- Acicula norrisi
- Acicula palaestinensis
- Acicula parcelineata
- Acicula riedeli
- Acicula szigethyannae
- Acicula vezzanii